# علي حسين بطوش
علي حسين بطوش (من مواليد 1 يناير 1950) هو لاعب كرة قدم عراقي سابق، لعب في خط الدفاع، لعب مع منتخب العراق في كأس آسيا عام 1976. لعب للمنتخب الوطني بين عامي 1973 و1976.